# جيريمي لوك
جيريمي لوك (بالإنجليزية: Jeremy Luke)‏ هو ممثل أمريكي، ولد في 23 مارس 1977 في الولايات المتحدة.

## أعمال

### أفلام
- (2013) دون جون[4]
- (2014) جيرسي بويز[5][6]
- (2016) سولي[7]
- (2019) الأيرلندي

### مسلسلات
- تاتش
- ربات بيوت يائسات
- هاواي فايف أو

## وصلات خارجية
- جيريمي لوك على موقع IMDb (الإنجليزية)
- جيريمي لوك على موقع ألو سيني (الفرنسية)
- جيريمي لوك على موقع أول موفي (الإنجليزية)
- جيريمي لوك على موقع قاعدة بيانات الأفلام السويدية (السويدية)
- جيريمي لوك على موقع قاعدة بيانات الفيلم (الإنجليزية)
- جيريمي لوك على موقع كينوبويسك (الروسية)